# (37186) 2000 WC60
2000 WC60 (asteroide 37186) é um asteroide da cintura principal. Possui uma excentricidade de 0.27513500 e uma inclinação de 14.67820º.
Este asteroide foi descoberto no dia 21 de novembro de 2000 por LINEAR em Socorro.